# Brasserie La Frasnoise
La Brasserie La Frasnoise est une brasserie artisanale belge située à Frasnes-lez-Buissenal dans la commune de Frasnes-lez-Anvaing en province de Hainaut dans le Pays des Collines.

## Histoire
La brasserie est fondée en 2004 dans une vieille bâtisse restaurée située à côté de l'église du village de Frasnes-lez-Buissenal par Bruno Delroisse, qui était étant auparavant libraire : « J'en avais marre de rester derrière mon comptoir tout au long de la journée. J'ai toujours aimé la bière. Je suis d'ailleurs nostalgique de ces années de gloire de la bière où il y avait de nombreuses brasseries dans les villages. ». L'ancien libraire raconte en 2005 : « Mettre au point une micro-brasserie c'est bien sûr dès le départ avoir certaines compétences que j'ai pu acquérir en me rendant à des réunions ou colloques avec des spécialistes qui, me voyant en tant que néophyte, m'ont fortement encouragé à persévérer. Il n'y avait hélas pas que les connaissances, il fallait aussi trouver le matériel qui, acheté neuf, s'avère fort onéreux. Une recherche tous azimuts m'a permis d'acquérir du matériel de seconde main, de le transformer et de le mettre au point pour finalement l'adapter à mon objectif. ».
Avant de se lancer, Bruno Delroisse a fait une étude de marché : « Je me suis d'abord renseigné pour savoir où étaient les meilleures bières de l'époque. Notamment pour la qualité de l'eau. J'ai pu remarquer que la réputation de Frasnes était excellente. ».
La petite entreprise fabrique des bières de haute fermentation avec refermentation en bouteille suivant des procédés traditionnels.
La cuve de filtration a une capacité de 1 000 litres. Les trois cuves de fermentation et de stockage ont été achetées en Slovaquie.
La capacité de brassage est de huit hectolitres par semaine. La première bière brassée est la Frasnoise Givrée.
En mars 2009, une seconde bière voit le jour. C'est la Frasnoise Rétro. La vente des bières est en grande partie locale, entre autres dans la petite taverne qui jouxte la brasserie.
Le 1er mai 2014, Bruno Delroisse est rejoint par son fils Charles, qui suit alors une formation à l'IFAPME en brasserie. Charles arrive avec de nouvelles idées, ce qui amène à la création de la « Tijézu », la première bière produite par les Delroisse, père et fils. Charles devient ensuite diplômé de l'option micro-brasserie de la FOCLAM à Tournai.
Au printemps 2016, la gamme de la brasserie s'agrandit avec la « Crasse Pinte », une bière blonde, trouble, faite avec une levure de type blanche et dont le nom est inspiré du titre d'une chanson écrite par un ami de Bruno Delroisse, le chansonnier picard Xavier Thiebaut, et avec la « Bière d'Amour », créée à la suite de la visite du comité du sentier de l'Amour,. Charles Delroisse explique que la « Bière d'Amour » « devait sortir à la Saint-Valentin mais comme on utilisait pour la confection des arômes naturels, ça a mis plus de temps que prévu pour pouvoir recevoir les nombreuses commandes. ».

## Bières
- Frasnoise Givrée[2], une bière blonde cuivrée titrant 6,3 % en volume d'alcool. Elle a obtenu un Fourquet d'Argent au Concours International de Saint-Nicolas-de-Port en 2007.
- Frasnoise Rétro, une bière ambrée titrant 6,5 % en volume d'alcool.
- Blancs Mongnîs, une bière de saison titrant 6,5 % en volume d'alcool brassée pour le moulin d'Ostiches.
- Crasse Pinte[3],[4], une bière blonde titrant 5,5% en volume d'alcool[5]. Bière légère avec une amertume particulière (5 houblons sélectionnés).
- Bière d'Amour[3],[4], une bière rosée, fruitée, titrant 6 % en volume d'alcool. Bière non sucrée, houblonnée, au nez et au goût de fruits des bois, framboises, cuberdon.
- Tijézu'[1], une bière noir titrant 8,5 % en volume d'alcool. Bière d'hiver, non sucrée à la forte personnalité. Figue, biscuits, pain grillé, réglisse, café, un savant mélange pour un produit d'exception.